# 岩手県道300号三日町瀬原線
岩手県道300号三日町瀬原線（いわてけんどう300ごう みっかまちせはらせん）は、岩手県西磐井郡平泉町及び奥州市を通る一般県道である。

## 概要
国道4号平泉バイパスに平行する現道区間が、2015年（平成27年）4月に国土交通省から岩手県に移管されたことに伴って認定された県道である。

### 路線データ
- 起点：西磐井郡平泉町平泉字三日町143番1地先[2]（国道4号交点）
- 終点：西磐井郡平泉町平泉字瀬原161番2地先[2]（県道37号交点）
- 実延長：4,994.3m[2]

## 歴史
- 2015年（平成27年）4月1日 - 県道に認定される[3]。

## 地理

### 通過する自治体
- 西磐井郡平泉町
- 奥州市
- 西磐井郡平泉町

### 交差する道路
- 国道4号（平泉バイパス南口交差点・平泉町平泉字三日町）
- 岩手県道31号平泉厳美渓線（毛越寺口交差点・平泉町平泉字志羅山）
- 岩手県道110号平泉停車場中尊寺線（平泉町平泉字衣関）
- 岩手県道37号花巻平泉線（岩手県道49号栗駒平泉線重複）（平泉町平泉字瀬原）